# غارنشین‌ها (فرنچایز)
غارنشین‌ها (انگلیسی: The Croods) حق امتیاز رسانه ای ساخته شده توسط دریم‌ورکس انیمیشن. حق رای دادن با فیلم ۲۰۱۳ غارنشین‌ها آغاز شد، و از آن زمان تاکنون شامل یک دنباله می‌شود،  غارنشین‌ها: عصر جدید ؛ یک مجموعه تلویزیونی،  طلوع غارنشین‌ها ؛ و دو بازی ویدیویی.
این حق رای دادن شامل خانواده ای از افراد غارنشین، تیتروار غارنشین‌ها است، زیرا آنها دوران ماقبل تاریخ پلیوسن تاریخ زمین معروف به "Croodaceous" را می‌گذرانند، یک دوره ماقبل تاریخ که شامل موجودات ماقبل تاریخ پس از مواجهه با مرد نابغه است در حالی که در جستجوی خانه ای جدید در زمین خطرناک اما عجیب و غریب پیاده‌روی می‌کنید.

## فیلم‌های بلند

### غارنشین‌ها (۲۰۱۳)
ایپ در یک خانواده از انسان‌های غارنشین از نژاد انسان‌های هوشمند نئاندرتال زندگی می‌کند و به شکار به روش زمان‌های پیش از تاریخ و به بحث در مورد اینکه چگونه خانوادهٔ او یکی از معدود خانواده‌هایی است که در این نزدیکی زنده مانده‌است می‌پردازد و همهٔ این‌ها در مقابل قوانین سخت پدرش، گراگ است. روزی در غارشان، گراگ داستانی به همسرش اوگا، دخترش سندی، پسرش تانک، مادرزنش گرن و شخصیتی که آیینهٔ طبیعت کنجکاو ایپ است تعریف می‌کند. او با استفاده از این داستان به خانواده‌اش هشدار می‌دهد که اکتشاف «چیزهای جدید» یک تهدید برای بقایشان در برخواهد داشت. زمانی که ایپ یک نور درخشان متحرک را در خارج از غارشان می‌بیند، باعث تحریک حس کنجکاوی و رفع بی‌حوصلگی او می‌شود و در یک شب تاریک پس از خوابیدن خانواده‌اش، نصیحت پدرش را نادیده گرفته و غار را ترک می‌کند.
به‌دنبال این ماجرا، او با گای، پسر هوشمند غارنشین آشنا می‌شود. به‌خاطر گای، ایپ مجذوب آتش و مشتاق کسب اطلاعات بیشتر می‌شود. گای به ایپ می‌گوید که دنیا در حال نزدیک شدن به «پایان» خود می‌باشد و از ایپ می‌خواهد که به او ملحق شود. ایپ امتناع می‌کند و گای او را ترک می‌کند، اما قبل از آن گای به او وسیله‌ای برای ایجاد صدا می‌دهد تا هر وقت به کمک نیاز داشت به دادش برسد. مدت کوتاهی بعد از آن، ایپ توسط گراگ تنبیه می‌شود (که نتیجهٔ آن بیرون زدن ایپ از غار و جستجوی دیوانه‌وار گراگ برای پیدا کردن او می‌شود). گراگ دخترش را پیدا می‌کند و برای ماندن بقیهٔ عمر ایپ در غار برنامه‌ریزی می‌کند. ایپ تنها برای اینکه ترس خانواده‌اش از «چیزهای جدید» را از بین ببرد، در مورد گای به خانواده‌اش می‌گوید و چیزی را که به وی داد را به آن‌ها نشان می‌دهد. پس از آن زلزله‌ای رخ می‌دهد که می‌توانست قبل از آن‌که غار توسط سنگ‌ها نابود شود، به‌وسیله گراگ جلویش گرفته شود. هنگامی که آن‌ها برای یافتن زمین با پوشش گیاهی سرسبز از خرابه‌ها بالا می‌روند، چیزی متفاوت و فراتر از حد معمول می‌بینند؛ زمینی پر از صخره و سنگ! گراگ خانواده‌اش را از بین جنگل عبور می‌دهد تا غاری جدید پیدا کنند.

### غارنشین‌ها: عصر جدید (۲۰۲۰)
انیمیشن غارنشین‌ها: عصر جدید ماجرای زندگی کرودها کمی پس از قسمت اول انیمیشن غارنشینان را روایت می‌کند؛ این خانواده به جستجوی محل زندگی مناسب‌تری نسبت به گذشته می‌روند و سرانجام در میان درختان انبوه و رودخانه‌های جاری منزل دلخواهشان را پیدا می‌کنند؛ اما آن محل پیش از این توسط خانوادهٔ بهتر زاده تصاحب شده‌است؛ خانوادهٔ بهتر زاده انسان‌هایی مدرن‌تر و تکامل یافته‌تر در مقایسه با غارنشینان هستند و قصد ندارند خانهٔ خود را با آن‌ها تقسیم کنند؛ ولی…

## سریال‌های تلویزیونی

### طلوع غارنشین‌ها (۲۰۱۵–۲۰۱۷)
طلوع غارنشین‌ها یک مجموعه تلویزیونی انیمیشن دو بعدی آمریکایی است که توسط دریم‌ورکس انیمیشن و بر اساس انیمیشن غارنشین‌ها ساخته شده‌است. داستان این مجموعه مربوط به قبل از فیلم غارنشین‌ها است ایپ و خانواده‌اش با دوستان و موجودات دشمن روبرو می‌شوند. این مجموعه اولین بار توسط نتفلیکس ۲۴ دسامبر ۲۰۱۵ به‌نمایش درآمد. فصل دوم این مجموعه در ۲۶ اوت ۲۰۱۶، فصل سوم در ۷ آوریل ۲۰۱۷ و فصل چهارم و آخرین فصل آن در ۷ ژوئیه ۲۰۱۷ منتشر شد.